# トリエステ (潜水艇)
トリエステ（Bathyscaphe Trieste）は、スイスで設計、イタリアで製造されたバチスカーフである。マリアナ海溝における深度約10,911メートルの潜航記録を持ち、2012年に「ディープシーチャレンジャー」がほぼ同じ深度に到達するまで、有人でこの深度に達する探査艇はなかった。

## 設計

トリエステの船体模式図

スイスの物理学者オーギュスト・ピカールによって設計され、1953年にイタリアのナポリ近郊で地中海に進水。船名はトリエステ（当時はトリエステ自由地域）で建造されたことに由来する。1958年にアメリカ海軍に買い上げられ、サンディエゴの海軍電子研究所に運ばれた後、数年の間に大幅な改修を受けつつ太平洋での一連の深海潜水試験に供された。
トリエステは浮力を得るためのガソリン槽と耐圧球からなり、ピカールはこの構造を「バチスカーフ」と呼んだ。それ以前の人が乗り組んだ球体を母船から吊って昇降させる潜水球（バチスフェア）より自由度に優れていた。
後のネクトン計画に際して船体は15メートルあまりに延長されたが、大部分は85立方メートルのガソリンで満たされた一連の浮力部と両端のバラストタンクで占められる。乗員は船体上部から浮力部を貫く通路を介して、下部に取り付けられた直径2.16メートルの耐圧球に乗り込む。トリエステの乗員は2名で、呼気から二酸化炭素を取り除く循環機構など、現在の宇宙開発で用いられるものに近い独立した生命維持装置を持っていた。
耐圧球はドイツのクルップ社で製造され、精密に加工された2つの半球と赤道部をつなぐリングからなる。厚さ12.7センチの壁（これは計算値よりかなりの安全係数をとってある）はマリアナ海溝の最深部に相当する110メガパスカルもの圧力に耐えうるものであった。重量は大気中で約13トン、海水中で約8トン。予想される水圧に耐えながら、浮力の平衡を保つために浮力材が不可欠で、軽さと耐圧縮性からガソリンが選ばれた。船外の観察は、水圧と船体の厚さに合わせて作られた円錐形のアクリル窓を通して肉眼で行う。照明には1,000気圧下でも発光するクォーツアーク球が用いられた。深海では水圧のためにバラストタンクに空気を送り込むことができないので、潜降を速め浮上の際には捨てる重りとして9トン分の鉄球が積まれた。この重りは電磁石で船体内部に収められ、電磁石に通電した状態では保持され、通電を停止したり電気系統に故障が生じた場合には鉄球が放出され、直ちに浮上するようになっていた。

## マリアナ海溝
トリエステ号は1959年の11月5日にサンディエゴを離れ、マリアナ海溝の大深度を調査するネクトン計画のため輸送艦「サンタマリア」でグアムに向かった。
1960年1月23日、オーギュストの息子ジャック・ピカールと海洋学者でアメリカ海軍中尉のドン・ウォルシュを乗せてマリアナ海溝南部の最深域チャレンジャー海淵の海底に到達、地球上で最も深い海底に達した最初の潜水艇となった。計器は11,521メートルを示していたが、後に10,916メートルに訂正され、さらに1995年にかいこうによって、チャレンジャー海淵のより精確な深度値はわずかに浅く10,911メートルであることが判明した。潜降にはほぼ5時間を要した。途中で窓の一枚に水圧でクラックが生じ、2名は大きな破壊音は聞いたものの損傷は見つからずそのまま潜降を続けた。通信には水中の音速（大気中の約5倍）で片道7秒かかったという。
海底でピカールとウォルシュは小型のウシノシタ（シタビラメ）やヒラメのような魚類を発見し、あらゆる海洋のうちで最も苛烈な水圧下でも脊椎動物が生息することを明らかにした。海底は珪藻土の軟泥からなることが観察された。
2名は海底に20分間とどまったが、ようやく窓のクラックを発見したために海底を離れた。彼らは3時間15分かけて浮上、無事帰還した。これ以降、長く有人でチャレンジャー海淵に潜った探査船はなかった。1995年に日本の無人探査機かいこうが同海底に達した。現在はかいこうの後継機である大深度小型無人探査機ABISMOが2008年にチャレンジャー海淵にて最大潜航深度10,258mを記録し、大深度下での連続的資料採取に成功している。2009年5月31日にネーレウスが10,902mに到達した。
2012年3月26日、映画監督のジェームズ・キャメロンが、一人乗りの潜水艇「ディープシーチャレンジャー」に搭乗し、トリエステ以来52年ぶりにチャレンジャー海淵最深部に潜行。最深部での試料採取や映像撮影にも成功した。

## 退役
1963年4月、改修されたトリエステは大西洋において遭難した原子力潜水艦「スレッシャー」の捜索にあたり、同年8月にニューイングランド沖2,560メートルの海底で残骸を発見した。1966年に退役・解体され、耐圧球が「トリエステ2（DSV-1）」に転用、同船は翌年に同じく「スレッシャー」の調査に投入された。

## その後
トリエステ級バチスカーフは1983年の潜水を最後に、アルビン号を始めとするアルビン級に交代となった。新型艇はいずれもトリエステ級ほどの大深度には潜れなかった（シークリフで最大6,000メートル）ものの、汎用性や持続性に優れていた。
トリエステは現在ワシントンD.C.のワシントン海軍工廠にある国立アメリカ海軍博物館にて、オリジナルの耐圧球に船体を復元した状態で常設展示されている。

## ギャラリー

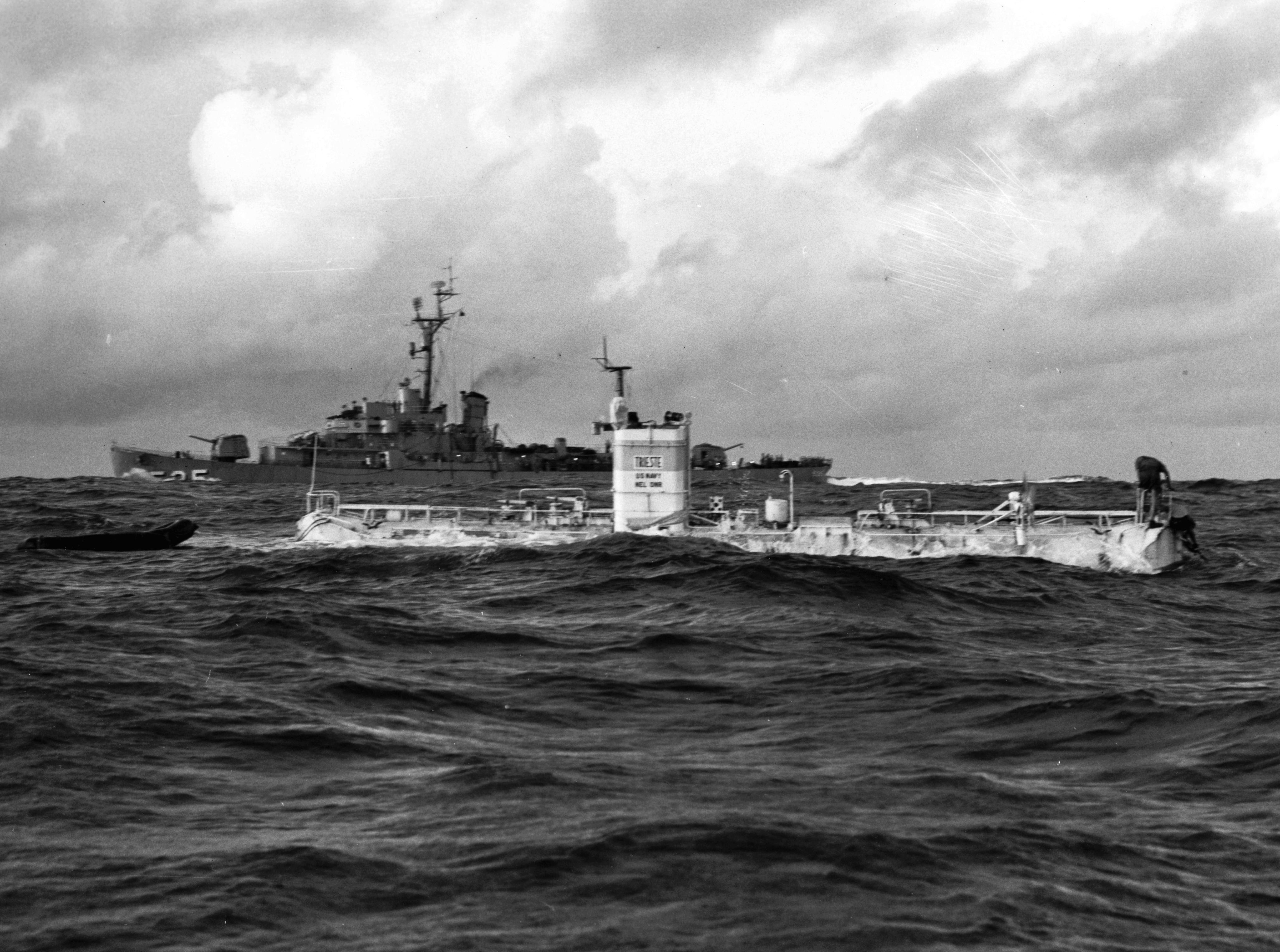
1960年1月23日、チャレンジャー海溝探査を開始する直前のトリエステ。後方は探査に同行した護衛駆逐艦「ルイス（英語版）」
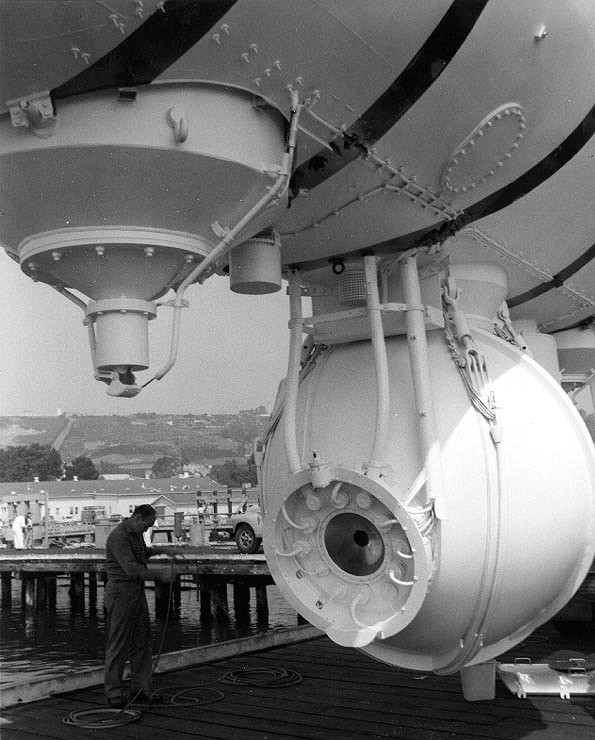
トリエステの耐圧球とバラストサイロ
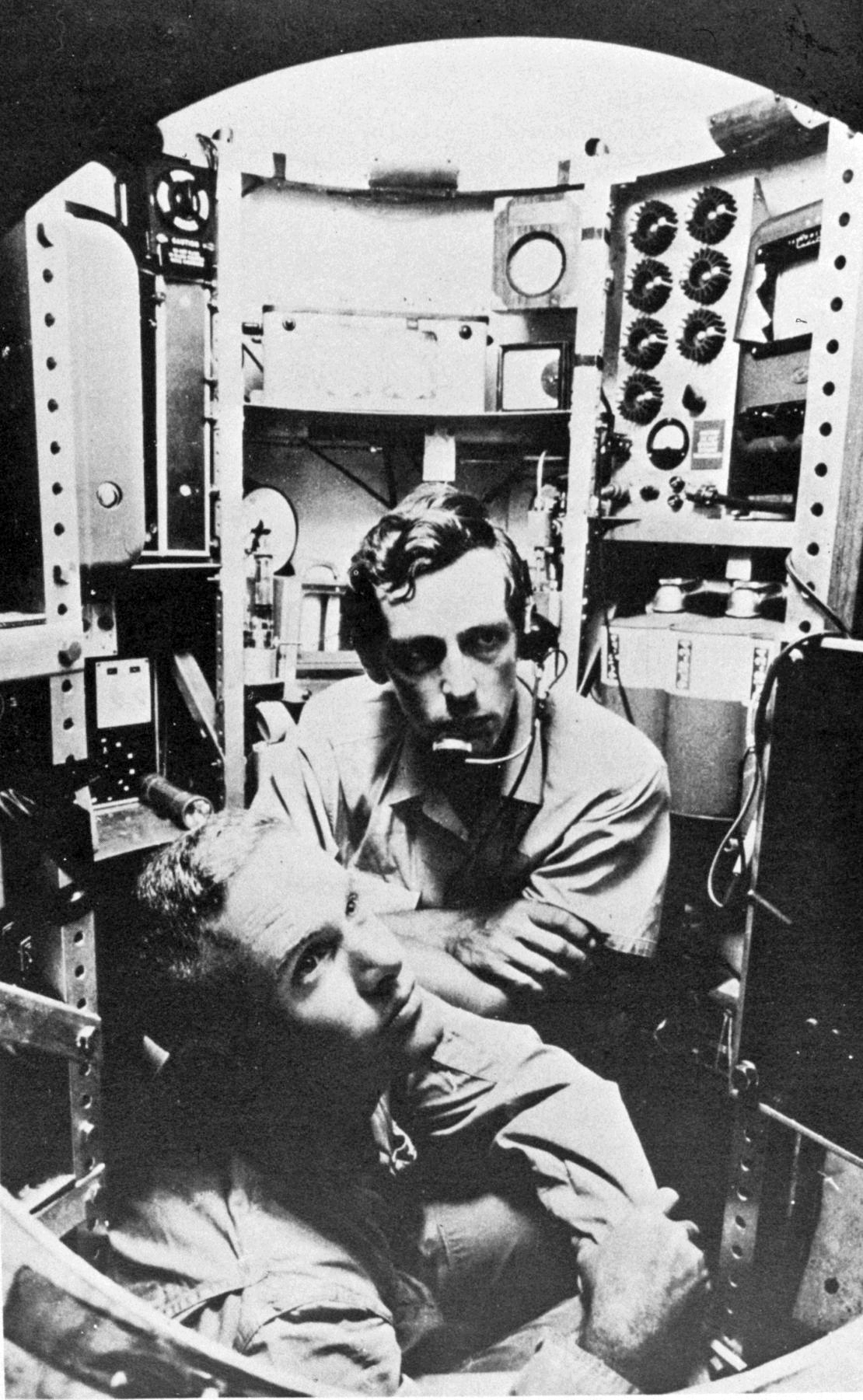
トリエステに乗船するジャック・ピカールとドン・ウォルシュ
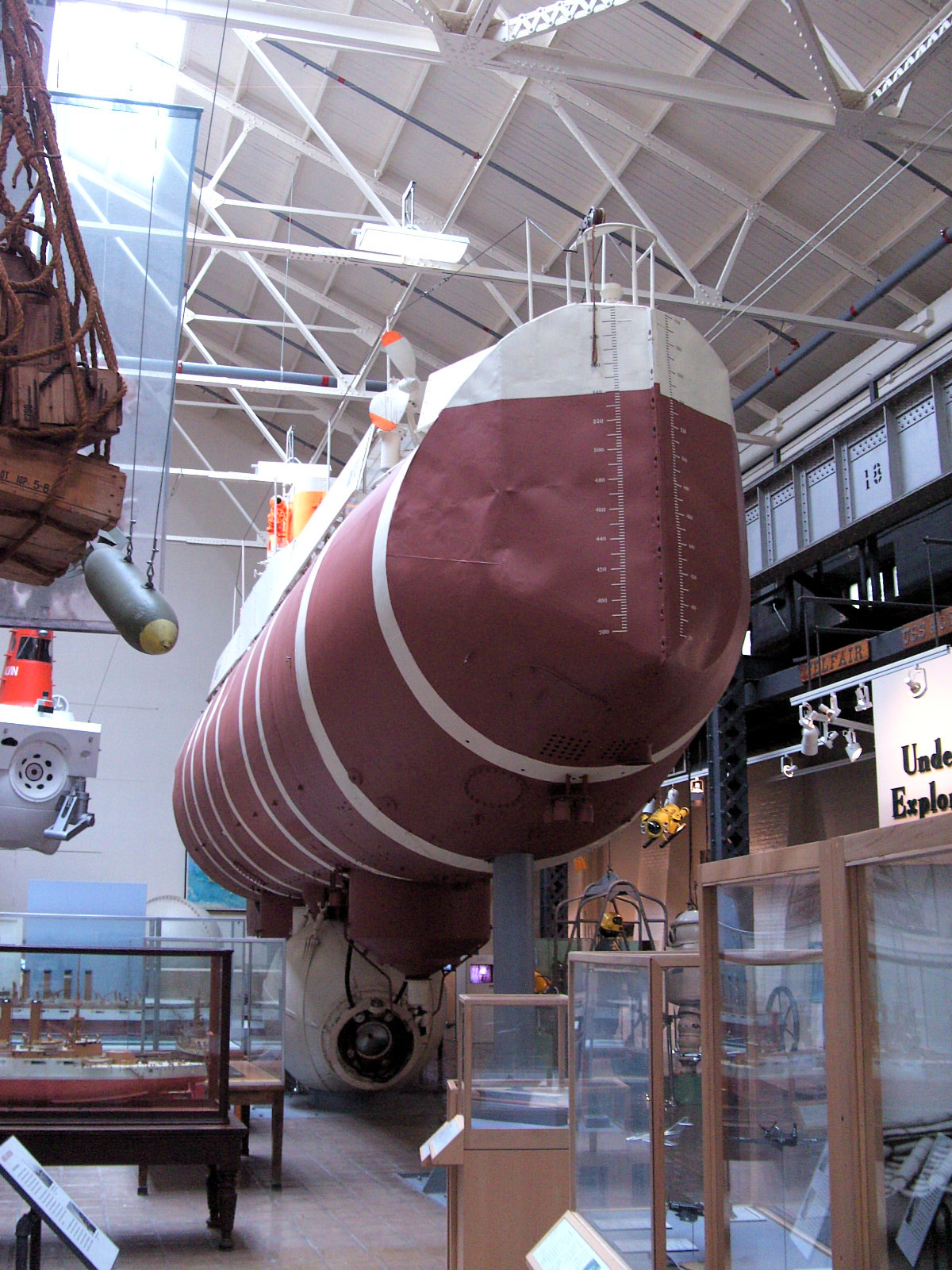
国立アメリカ海軍博物館に展示されるトリエステ（復元）